# گای دلومو
گای دلومو (انگلیسی: Guy Delhumeau؛ زادهٔ ۱۴ ژانویهٔ ۱۹۴۷) بازیکن فوتبال اهل فرانسه است.
از باشگاه‌هایی که در آن بازی کرده‌است می‌توان به باشگاه فوتبال نیس، باشگاه فوتبال پاریس، و باشگاه فوتبال پاری سن ژرمن اشاره کرد.
وی همچنین در تیم ملی فوتبال France Olympic بازی کرده‌است.